# ناتالیا اسکاکون
ناتالیا اسکاکون (اوکراینی: Наталія Анатоліївна Скакун؛ زادهٔ ۳ اوت ۱۹۸۱) وزنه‌بردار اهل اوکراین بود.
وی در مسابقات کشوری و بین‌المللی در مجموع برندهٔ ۱ مدال طلا شده‌است.